# Anton Haus
Anton Johann Haus, slovenski avstro-ogrski mornariški častnik in  veliki admiral, * 13. junij 1851, Tolmin (po krstni knjigi 14. junija 1851), tedaj Avstrijsko cesarstvo, † 8. februar 1917, Pulj tedaj Avstro-Ogrska.

## Otroštvo in mladost
Anton Haus je bil rojen v Tolminu, vendar njegova rodbina ni izvirala s Tolminskega. Antonov ded, Anton Haus starejši, se je namreč v Slovenj Gradec priselil v času vladavine cesarice Marije Terezije (v drugi polovici 18. stoletja), iz Spodnje Avstrije, območja ob reki Enns. Antonov oče, Josef Matthias Haus, rojen v Slovenj Gradcu, je sprva služboval kot upravnik na škofijskem posestvu v Šentandražu v Labotski dolini (nemško: Sankt Andrä), na današnjem avstrijskem Koroškem. 
Antonova mati Maria, rojena Walter, je izhajala iz stare šlezijske družine, ki se je iz Freiburga (danes Świebodzice na Poljskem) preselila v Olomouc na  Češkem. Zaradi težkih družinskih življenskih razmer sta se Maria in njena sestra Mathilde preselili na Kranjsko, kjer sta našli delo pri kartuzijanih v Pleterjah.
S Koroškega se je družina Haus preselila v Tolmin, kjer je oče Josef Matthias dobil zaposlitev kot graščinski oskrbnik. Antonov ded Anton Haus starejši je nekaj časa v Slovenj Gradcu opravljal naloge župana. Po nekajletnem življenju v Tolminu (in Antonovem rojstvu) se je družina ponovno preselila, tokrat v Belo krajino, na posestvo v Bubnjarcih pri Metliki (danes je ta vasica na hrvaški strani reke Kolpe). Tudi materina sestra Mathilde se je poročila na bližnje posestvo, tako da so njeni otroci imeli pogoste stike s svojimi bratranci in sestričnami. Družina Josefa Matthiasa Hausa je imela štiri otroke, od katerih je bil Anton tretji, imel je še brata in dve sestri. Sestra Antona Hausa je bila skladateljica Katharina von Escherich. Štirje Hausovi otroci (Mathilde, August, Anton in Katharina), so se družili s šestimi otroki svoje tete in njenega moža Ferdinanda Trenza. Z eno od Trenzevih hčera, svojo sestrično Anno, se je Anton Haus kasneje tudi poročil.
Oče Josef Matthias je umrl že leta 1859, ko je bil Anton star le osem let in je tedaj v Novem mestu obiskoval ljudsko šolo. Po smrti očeta je družina živela v hudem pomankanju, k sreči so mu šolanje omogočili materini sorodniki, tako da je prvih pet razredov srednje šole Anton Haus opravil v Novem mestu, šestega pa je prav tako z odliko končal v Ljubljani. Na petnajstletnega dečka, ki je že od malih nog kazal zanimanje za pomorstvo, je zagotovo vplivala tudi novica o avstrijski zmagi v pomorski bitki pri Visu, v kateri je šibkejša avstrijska mornarica pod poveljstvom Wilhelma von Tegetthoffa premagala večjo in tehnološko naprednejšo italijansko mornarico.

## Usposabljanje
Kot eden od najboljših dijakov ljubljanske gimnazije se je osemnajstletni Haus 1. novembra 1869 kot aspirant vpisal na cesarsko pomorsko vojaško akademijo v Trstu (k.u.k. Marine-Akademie), po končanem šolanju pa vstopil v avstrijsko cesarsko-kraljevo vojno mornarico (Kaiserliche und Königliche Kriegsmarine). S to svojo odločitvijo je tudi finančno razbremenil svojo družino, saj je med šolanjem za mornariškega kadeta država materialno poskrbela za namestitev, prehrano in obleko.
Med usposabljanjem je služil na fregati Bellona (1842), korveti SMS Minerva (1833) in korveti SMS Helgoland (1867). V letu 1871 je kratko služil na oklepni fregati SMS Habsburg (1865), nato pa na topniški ladji SMS Velebit. Kljub mladosti je Anton Haus svoje delo opravljal odgovorno in preudarno, zato je hitro napredoval.
Koncem julija 1873 je v starosti dvaindvajsetih let postal praporščak linijske (bojne) ladje. Leta 1875 je opravil tečaj za topniškega častnika in naslednje leto postal navigacijski častnik na prenovljenem parniku Andreas Hofer. Leta 1879 je služboval na artilerijski šolski ladji SMS Dandolo (1858).
Oktobra 1880 je začel enoletno služenje na oklepnici SMS Prinz Eugen (1862), ki je bila locirana v zalivu Boke Kotorske med t.i. ulcinjsko krizo, ko je kneževina Črna gora z vojaki zasedla mesto Ulcinj.
Pri opravljanju dolžnosti je prizadevnega in razgledanega mladega častnika (Haus je poleg slovenskega in nemškega jezika govoril tudi italijanščino, angleščino, portugalščino, francoščino, latinščino in grščino ter igral klavir), opazil sam poveljnik avstrijske eskadre v Kotorskem zalivu, kontraadmiral Alexander Eberan von Ebernhorst (1829–1914), dobri odnosi Antona Hausa s kontraadmiralom von Ebenhorstom pa so mu zagotovo koristili tudi kasneje, ko je von Ebenhorst postal namestnik vodje mornariške sekcije vojnega ministrstva na Dunaju in na tem položaju ostal do leta 1897. Po končanem služenju na SMS Prinz Eugen je bil koncem leta 1881 tridesetletni Haus, predvsem zaradi risarskih sposobnosti, imenovan za člana komisije za opis obale, s sedežem v Trstu, ki je pripravljala natančne zemljevide tedanje avstro-ogrske obale za potrebe vojne mornarice.
Maja naslednjega leta (po ustaljeni praksi v avstro-ogrski mornarici so bila napredovanja objavljena dvakrat letno, 1. maja in 1. novembra), je Haus napredoval v poročnika linijske ladje (Linienschiffsleutnant), opravil pa je tudi tečaj za torpede in ponovno začel službovati na morju, saj mu je bilo zaupano samostojno poveljstvo torpedovke. Med vajami v Fažanskem kanalu je njegova ladja zaradi napake krmarja sicer zadela in poškodovala drugo plovilo, vendar ta nesreča ni imel večjih posledic za Hausovo nadaljnjo kariero.
Leta 1885 so ga z nalogami navigacijskega častnika na krovu korvete SMS Frundsberg (1873) poslali na osemmesečno misijo proti Indiji, korveta se je v puljsko pristanišče vrnila aprila 1886. Septembra tega leta je Haus ponovno prevzel službo na kopnem, na Reki, na tamkajšnji cesarski pomorski akademiji je poučeval fiziografijo morja, za kar je bil leta 1890 odlikovan z  vojaškim križem za zasluge. V tem času je napisal knjigo Osnove oceanografije in morske meteorologije (Grundzüge der Ozeanographie und maritimen Meteorologie), ki je izšla leta 1891.

### Zasebno življenje
Avgusta 1887 se je šestintridesetletni Haus poročil s svojo tridesetletno sestrično Anno Trenz, s katero sta se poznala že od otroštva. V zakonu so se jima rodili štirje sinovi. Leto dni po poroki se je zakoncema na Reki rodil najstarejši sin Otto, ki je postal zdravnik za pljučne bolezni. Drugi sin Walter se je rodil leta 1890, vendar je v starosti enajstih let umrl zaradi bolezni. Leta 1891 rojeni Leo je postal arhitekt, najmlajši sin pa je umrl leta 1897, kmalu po rojstvu.
Hausovo zahtevno življenje na morju je kmalu vplivalo tudi na njegovo zdravje. Vse življenje je imel težave z revmatizmom, imel pa je tudi želodčne težave, za katerimi pa je trpel večinoma v času bivanja na kopnem. Po zapisih iz njegovega dnevnika so težave z želodcem minile takrat, ko je bil na ladji.

## Kariera mornariškega častnika
Haus je postal član posadke, ki je leta 1892 pod poveljstvom Moritz Sachsa von Hellenau (1844–1933) na korveti SMS Saida (1878) odplula na enaindvajsetmesečno potovanje (Pula - Suez -  Bangkok -  Poleo - Sydney - Melbourne  - Aden  - Suez - Kreta - Pula). Med plovbo so ga poleg občasnih zdravstvenih težav spremljali tudi občutki osamljenosti in družinske odtujenosti. Po vrnitvi je leta 1894 za kratek čas prevzel delo v pisarni mornariške sekcije vojnega ministrstva na Dunaju, nato pa je bil, še istega leta, imenovan za prvega častnika (Gesamtdetailoffizier) na zastareli topnjači SMS Narenta (udeleženki Bitke pri Visu).
Novembra 1894 je bil tedaj triinštiridesetletni Anton Haus povišan v čin kapitana korvete (Korvettenkapitän), v septembru naslednjega leta pa je postal prvi častnik na oklepnici SMS Tegetthoff (1878), ki ji je poveljeval že znani Moritz Sachs von Hellennau. Oklepnica je tedaj opravljala naloge na Jadranu, večinoma med arzenalom v Pulju in pomorsko bazo v Boki Kotorski, kjer je tedaj živela Hausova družina, tako da je lahko z njimi preživel nekaj prostega časa, vendar je še istega leta odplula na mednarodno misijo na Bližnjem vzhodu. SMS Tegetthoff se je v Pulj vrnila ravno pred vsakoletnimi poletnimi manevri, na katerih so preverjali bojno usposobljenost enot za primer oboroženega spopada. Poveljstvo nad manevri je prevzel kontraadmiral freiherr Hermann von Spaun (1833–1919), ki si za svojo admiralsko ladjo izbral prav SMS Tegetthoff. Anton Haus s kontraadmiralom nikakor ni našel skupnega jezika, zato je z olajšanjem pričakal konec vojaških vaj. Naslednje leto, v začetku novembra, je napredoval v čin kapitana fregate (Fregattenkapitän).
Junija 1898 je Haus na Dunaju prevzel naloge vodje druge sekcije tehničnega mornariškega sveta, vendar jih je opravljal le do začetka januarja 1900, ko je prevzel poveljstvo na korveti SMS Donau (1893). Na korveti je odplul proti Južni Ameriki, s pristanki v Argentini in Urugvaju. Iz Argentine so odpluli skozi Magellanov preliv proti južnemu Tihemu oceanu, z vmesnim postankom na jugu Čila in v glavnem mestu Santiago, vse do obal Peruja. Pluti bi morali proti severu, na obisk v ZDA, vendar je dunajska admiraliteta spremenila ukaze zaradi izbruha boksarske vstaje na Kitajskem. 2. januarja 1901 je prejel telegram z obvestilom o povišanju v čin kapitana linijske ladje (Linienschiffskapitän), obenem pa dodatno nalogo - obiske pomembnejših pristanišč med plovbo proti Kitajski, saj so obiski vojaških ladij v tujih pristaniščih imeli tudi diplomatsko vlogo, predstavljali so dunajski cesarski dvor, obenem pa so krepili odnose med državami. 
Na začetku marca je tako fregata pristala v Honoluluju, tedaj kraljevina Havaji, medtem pa je z Dunaja Haus prejel nova navodila. Ker sta se boksarska vstaja in diplomatska kriza na Kitajskem končali, je dobil nalogo prevzeti poveljstvo na oklepni križarki SMS Kaiserin und Königin Maria Theresia, ki je bila takrat na misiji na Daljnem vzhodu. Koncem aprila 1901 je SMS Donau priplula v Nagasaki na Japonskem, 8. maja pa se je Haus vkrcal na Kaiserin und Königin Maria Theresia. 

#### Nove zadolžitve in osebna kriza
Ko je v drugi polovici junija 1901 s križarko priplul v Šanghaj na Kitajskem, je bil s telegramom obveščen o novi zadolžitvi - imenovanju za poveljnika celotnega avstro-ogrskega ladjevja v azijskih vodah. 6. septembra je prispel v Korejo, po kratkem postanku pa je že 9. septembra pristal v Vladivostoku v Rusiji, kjer ga je pričakal nov telegram, z zelo slabimi novicami o smrti njegovega enajstletnega sina Walterja. Tragična vest o sinovi smrti je zelo vplivala nanj in v povezavi z neugodnimi vremenskimi vplivi le še poslabšala njegovo zdravstveno stanje. Zdravstvenim problemom, s katerimi se je soočal že poprej, sta se tako pridružila še depresija in občutek nemoči, zaradi dejstva velike oddaljenosti od družine in predvsem od žene, ki bi v teh težkih časih zagotovo potrebovala njegovo pomoč, tolažbo in podporo. Koncem januarja 1902 je le prejel telegram z novico o njegovi zamenjavi na odgovornem položaju in navodila za vrnitev v domovino. Po dvaindvajsetih mesecih na morju se je 6. marca 1902 Anton Haus vrnil domov.

## Admiralska kariera
Za uspešno poveljevanje na SMS Donau in SMS Kaiserin und Königin Maria Theresia je bil odlikovan z viteškim križem 3. razreda reda železne krone. Po krajšem počitku na kopnem ga je služba spet vodila na morje, med poletnimi manevri leta 1902 se je srečal s prestolonaslednikom Francem Ferdinandom, tudi sicer velikim podpornikom vojne mornarice. Koncem leta 1902 je prevzel vodenje mornariške sekcije vojnega ministrstva na Dunaju in te naloge opravljal nekaj dni manj kot tri leta. Leta 1905 je bil ob rednih prvonovembrskih napredovanjih povišan v čin kontraadmirala (Konteradmiral), ki ga je uradno dobil v začetku decembra. Novoimenovani kontraadmiral je bil že koncem decembra 1905 določen za poveljnika rezervne eskadre v Pulju, glavnem pomorskem oporišču dvojne monarhije, v katero so spadale tri pred-dreadnought bojne ladje razreda Monarch: SMS Wien, SMS Budapest in SMS Monarch. V novi službi se je hitro znašel in kmalu predlagal admiraliteti nujne spremembe, saj je pri pregledu opazil precej pomanjkljivosti, predvsem pa je opozoril na številčnost posadk, saj so imele vse ladje manj mornarjev od predpisanega.
Tudi na junijskih manevrih 1906 se je po besedah Rogerja B. Keysa, britanskega pomorskega atašeja za Italijo in Avstro-Ogrsko, Haus izkazal z dobro taktiko, prav tako ni s pohvalami skoparil prestolonaslednik nadvojvoda Franc Ferdinand. Po končanih vajah se je Anton Haus začasno umaknil iz aktivne službe, saj so ga kronični revmatizem in težave z želodcem, v povezavi z depresijo, prisilile k počitku.
Februarja 1907 je bil kot strokovnjak za tehnične zadeve imenovan za člana avstro-ogrske delegacije na II. mirovni konferenci v Haagu, kjer mu je prav prišlo poznavanje številnih jezikov, vendar je kmalu spoznal, da se ne znajde v političnih lobiranjih in prepirih. Novembra naslednje leto je, pri sedeminpetdesetih letih, postal pomočnik poveljnika aktivne eskadre v Pulju in s tem imenovanjem z nove poveljniške bojne ladje SMS Erzherzog Karl praktično obvladoval večino avstro-ogrske vojne flote, za svoje delo pa je bil neposredno odgovoren poveljniku mornariške sekcije vojnega ministrstva, admiralu Rudolfu grofu Montecuccoliju (1843–1922).
Avgusta 1909 je Anton Haus odšel na skoraj dvomesečno križarjenje po grških in turških vodah, kjer se je zdravil za posledicami vse hujšega revmatizma. Toplo podnebje, predvsem v Egiptu, je dobro vplivalo na njegovo zdravstveno stanje, zato se je konec septembra vrnil v Pulj.
Septembra 1910 je pri devetinpetdesetih letih kontraadmiral Haus postal predsednik mornariškotehnične komisije v Pulju, 1. novembra je bil povišan v čin viceadmirala vojne mornarice, od leta 1912 pa je opravljal službo mornariškega inšpektorja.

### Prevzem vodenja mornariške sekcije in poveljstva flote
Poveljnik mornariške sekcije vojnega ministrstva, admiral Rudolf von Montecuccoli, se je 22. februarja 1913, ob dopolnjenem sedemdesetem letu starosti, uradno upokojil. 26. februarja je Haus v Pulju prejel telegram, da se mora zglasiti na Dunaju. Ob prihodu se je najprej udeležil raznih sestankov o smernicah vojne mornarice po admiralovi upokojitvi. Naslednji dan je opravil avdienco pri cesarju Francu Jožefu I., nato pa še pogovore o nastali situaciji z avstro-ogrskim zunanjim ministrom grofom Leopoldom Berchtoldom. 
1. maja 1913 je bil tedaj dvainšestdesetletni viceadmiral povišan v čin admirala. Postal je vrhovni poveljnik vojne mornarice in opravljal tudi naloge vodje mornariške sekcije vojnega ministrstva, kjer si je za namestnika izbral mladega kontraadmirala Karla Kailerja von Kaltenfelsa, tudi sicer dobrega prijatelja.

#### Sarajevski atentat
Neposredno pred prvo svetovno vojno so bile avstro-ogrske bojne ladje obarvane s svetlomodro-sivim barvnim odtenkom, ki so ga po vrhovnem poveljniku poimenovali »Hausian«.
Po atentatu na prestolonaslednika nadvojvodo Franca Ferdinanda in njegovo soprogo Zofijo v Sarajevu, so trupla pokojnikov z bojno ladjo SMS Viribus Unitis prepeljali iz Splita v Trst. Organizacija prevoza je potekala pod neposrednim poveljstvom admirala Antona Hausa, ki se je tudi udeležil pogreba.

## Prva svetovna vojna
Triinšestdesetletni Haus se že pred izbruhom sovražnosti dobro zavedal dejanske moči njegove mornarice nasproti mornaricam sosednjih držav, zato se je odločil za defenzivno taktiko, saj ni želel tvegati odkritega spopada z bistveno močnejšo angleško ali francosko mornarico. Svojo floto je vodil s previdnostjo (bojne ladje so zapustile puljsko pristanišče samo dvakrat). Anton Haus je že na začetku vojne videl Italijo kot največjo sovražnico Avstro-Ogrske, zato je skušal ohraniti kar največ moči za spopad z njo, saj je bil globoko prepričan, da ne bo dolgo ostala nevtralna. Zato je idejo poveljnika generalštaba avstro-ogrske vojske Franza Conrada von Hötzendorfa in zunanjega ministra Berchtolda, ki bi mornarico napotila kot podporo na turškem bojišču, zavrnil z utemeljitvijo, da tam nimajo podpornih oporišč in bi s tem celoten Jadran pustili nezavarovan pred napadom. Na srečo je podobnega mnenja bil tudi že ostareli cesar Franc Jožef, zato do te napotitve ni prišlo.
Admiral Anton Haus je omejil delovanje mornarice na Jadran. Predvsem na južnem Jadranu, ob današnji črnogorski in albanski obali, je prišlo do posameznih spopadov z antantnimi ladjami, ki so oskrbovale svoje zaveznike. Slabo leto dni po začetku vojne je Italija preklicala nevtralnost in napovedala vojno Avstro-Ogrski. Novica o tem je dosegla Pulj popoldne 23. maja 1915. Zvečer istega dne, samo štiri ure po prejetem sporočilu, je avstro-ogrska mornarica izplula proti Italiji in naslednji dan s topovi obstreljevala Ancono ter še nekaj drugih italijanskih obalnih mest, mornariško letalstvo pa je napadlo industrijske dele Benetk.

## Veliki admiral
1. maja 1916 je bil tedaj štiriinšestdesetletni admiral Haus povišan v čin velikega admirala (Großadmiral), kar je bil najvišji čin avstro-ogrske vojne mornarice. V celotni zgodovini avstrijske mornarice je bil Haus edini mornariški častnik, ki mu je bil za življenja podeljen ta najvišji čin, z izjemo članov vladarske rodbine, ki jim je najvišji čin pripadel zaradi njihove plemenite krvi. Njegovemu nasledniku Maksimilijanu Njegovanu (1858–1930), je bil podeljen čin velikega admirala šele ob upokojitvi, bolj kot nagrada za zasluge.

## Bolezen in smrt
Napori pri poveljstvu celotne mornarice v vojnem času, so zahtevali svoj davek. Petinšestdesetletni veliki admiral Haus se je začetku februarja 1917 med vožnjo z Dunaja v neogrevanem vagonu vlaka prehladil, zbolel in 8. februarja, v Pulju, na krovu admiralske ladje SMS Viribus Unitis zaradi pljučnice umrl. Zdravniki, ki so ga pregledovali, so ugotovili srčno popuščanje, kar bi morda lahko pozdravili ali pa vsaj omilili z novim zdravilom, ki pa je bilo dostopno samo na Dunaju. Kontraadmiral Alfred von Koudelka je zato poslal na Dunaj po zdravilo posebno letalo, ki pa se je vrnilo prepozno. Cesar Karel I. je ob novici o smrti ukazal vojni mornarici na vseh ladjah spustiti zastave na pol droga.

### Hausov pogreb
Pogreba priljubljenega velikega admirala, dne 10. februarja 1917, na puljskem mornariškem pokopališču (KUK Marinefriedhof Pola), na katerem so krsto zaradi Hausovega neprikritega slovenstva nosili zgolj slovenski podoficirji, po pokojnikovi želji pokopanega med navadnimi mornarji, so se udeležile številne najpomembnejše osebnosti dvojne monarhije, tudi cesar Karel I. in celotno vrhovno poveljstvo vojne mornarice, med drugimi tudi vojni minister Aleksander baron Krobatin ter feldmaršal Svetozar Borojević von Bojna.
Ker je Pulj po I. svetovni vojni pripadel Italiji, so leta 1925 posmrtne ostanke Antona Hausa prenesli na hütteldorfsko pokopališče na Dunaju.
Avgusta 2012 so na rojstni hiši velikega admirala Hausa v Tolminu odkrili spominsko ploščo.

## Odlikovanja
Vojaški križ za zasluge 3. razreda (1890)
 Viteški križ 3. razreda reda železne krone (1902)
 Viteški križ reda cesarja Leopolda (1905)
 Komturski križ  reda Franca Jožefa (1907)
 Komturski križ vojaškega reda Marije Terezije (1917 - posmrtno)